# Jan z Moravy
Jan z Moravy (kolem 1345 – 13. října 1394 Udine) byl nemanželský syn moravského markraběte Jana Jindřicha Lucemburského, biskup litomyšlský (1380–1387) a olomoucký (1387), patriarcha aquilejský (1387–1394).

## Život

### Původ a mládí
Narodil se jako levoboček Jana Jindřicha a neprovdané ženy svobodného stavu neznámého jména a původu, pravděpodobně kolem roku 1345 (je tak nejstarším známým potomkem Jana Jindřicha). Od počátku byl pro svůj nelegitimní původ zřejmě určen k církevní dráze. Vyrůstal pravděpodobně na Moravě, kde navštěvoval některou ze škol – snad olomouckou katedrální, neboť v letech 1357 a 1358 je uváděn jako „žák olomoucké diecéze“. Před rokem 1365 se stal kanovníkem královské kapituly sv. Petra a Pavla v Brně, toho roku také studoval na artistické fakultě. Na konci roku 1368 byl při pobytu v Římě svým strýcem Karlem IV. jmenován proboštem královské kolegiátní kapituly sv. Petra a Pavla na Vyšehradě, neboť stávající probošt Burchard z Hardeggu při římské jízdě zemřel. Jan se ujal svého úřadu až po návratu do Českého království v létě 1369.

### Episkopáty
V první polovině roku 1380 Jan rezignoval na brněnský kanonikát a vzdal se též úřadu vyšehradského probošta, neboť byl po smrti Alberta ze Šternberka zvolen a vysvěcen litomyšlským biskupem. (Avignonský papež Klement VII. do tohoto úřadu však jmenoval Hynka Kluku z Klučova, který ale působil převážně u kurie v Avignonu a jeho reálný vliv na diecézi byl nulový. Přesto se však až do roku 1394 označoval jako zvolený biskup litomyšlský.) Jan převzal správu biskupství, které v následujících letech řídil. Již na přelomu let 1380 a 1381 se po smrti Jana ze Středy pokusil stát olomouckým biskupem, který měl mnohem větší vliv. Jan byl s podporou Václava IV. kapitulou skutečně zvolen, ovšem post nakonec získal kvůli momentálním církevně-politickým zájmům českého krále Petr Jelito. Počátek Janova episkopátu byl poznamenán sporem s pražským arcibiskupem Janem z Jenštejna, který vyvrcholil roku 1384 vzájemnou exkomunikací. Posléze se však jejich vztahy normalizovaly. Petr Jelito v roce 1387 zemřel a Jan podnikl druhý pokus o získání tohoto stolce. Tentokrát s podporou svých polorodých bratrů, markrabat Jošta a Prokopa, a proti vůli krále Václava. Pravděpodobně byl zvolen olomouckou kapitulou a je možné, že s pomocí bratrů a s posvěcením nejvyššího maršálka Jindřicha z Lipé biskupství obsadil, i když se králi Václavovi IV. podařilo dosáhnout rychlého papežského jmenování olomouckým biskupem Mikuláše z Riesenburka.

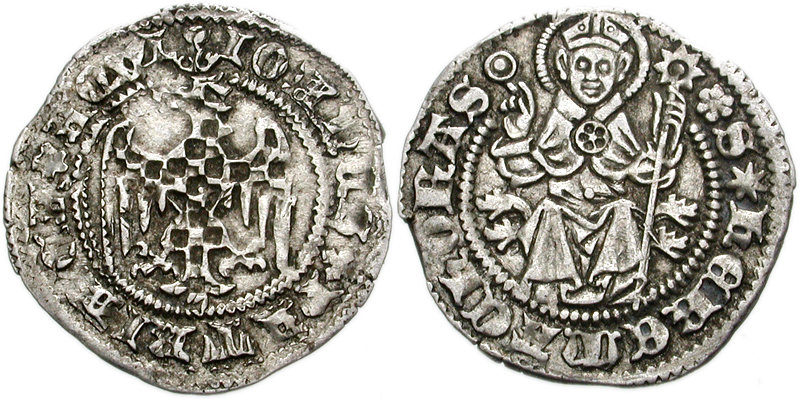
Denár Jana z Moravy

### Aquilejský patriarchát
V 80. letech 14. století probíhaly v aquilejském patriarchátu rozsáhlé vnitřní spory a země byla vyčerpána válkou. Dne 27. listopadu 1387 jmenoval papež Urban VI., snad na radu Václava IV., Jana z Moravy patriarchou aquilejským, čímž skončilo i jeho biskupské působení v Litomyšli a Olomouci. Zejména v Udine, hospodářském a strategickém centru patriarchátu, byla volba přijata s velkým nadšením.
Do Itálie dorazil Jan v září následujícího roku a vzhledem k tomu, že chtěl udržet postavení uvadající patriarchální moci, provedl některé reformy a poté zahájil rozsáhlé násilné represe vůči svým odpůrcům z řad plutokracie. Tím se dostal do rozsáhlého konfliktu s místní šlechtou, takže situace v zemi se nijak neuklidnila. Rod Savorgnanů, který dlouhá staletí prakticky ovládal Udine, se chtěl pomstít za vraždu Federica ze Savorgnana z roku 1389, kterou rodina přičítala právě Janovi (i když podle pramenů bylo jeho zapojení do události spíše nepravděpodobné). Savorgnanská klika nechala v létě 1392 zabít Janova rádce biskupa Augustina, bývalého převora augustiniánského kláštera v Brně.
Sám Jan byl Savorgnany zavražděn 13. října 1394 na svém udinském hradě, podle jiných pramenů před jeho branami. Vzhledem ke špatným vztahům Jana a místních důležitých rodin bylo Janovo tělo hned následujícího dne po jeho smrti přesunuto do hrobky jeho strýce, patriarchy Mikuláše, čímž mu byl odepřen vlastní hrob.
V historické paměti v Udine byl i s podporou Savorgnanů líčen jako tyran, který si smrt zasloužil, naopak v Cividale se těšil značné úctě.

## Historiografická záměna sJanem Soběslavem
Pravděpodobně zásluhou barokního historika Tomáše Pešiny z Čechorodu byl Jan z Moravy po následující staletí zaměňován se svým polorodým legitimním bratrem Janem Soběslavem, který se měl v roce 1380 podle tradičního výkladu zříci postavení mladšího moravského markraběte a vydat se na duchovní dráhu nejprve litomyšlského biskupa a poté aquilejského patriarchy. Nelegitimní Jan, levoboček Jana Jindřicha, tak byl dlouho považován za nepříliš významného probošta, který měl zemřít někdy krátce po roce 1380.